# Magodonga Mahlangu
Magodonga Mahlangu, née le  23 septembre 1972 à Bulawayo en Rhodésie (actuel Zimbabwe) est une militante des droits de l'homme, ceux des femmes et pour la démocratie dans son pays. Elle reçoit, en 2009, de Barack Obama, le prix Robert F. Kennedy des droits de l'homme.

## Biographie
Magodonga Mahlangu est née dans la banlieue de Bulawayo et a grandi dans le Matabeleland méridional. Elle a fait ses études dans une école privée où elle a obtenu un diplôme en coaching et en administration des sports. Elle était dérangée que les athlètes locaux soient discriminés.
Magodonga Mahlangu est la cofondatrice, avec Jenni Williams, et codirectrice du mouvement civique Women of Zimbabwe Arise (en) (WOZA) (en français : Les femmes du Zimbabwe se lèvent), mouvement qui milite pour les droits des femmes mais aussi pour la résistance non violente contre l’oppression et le régime de Robert Mugabe. WOZA, en Ndébélé signifie en français : se manifester, progresser. Elle commence à organiser des manifestations pour WOZA en 2003. 
En 2008, Magodonga Mahlangu a été arrêtée plus de 25 fois, et plus de 30 fois, en 2011. L'ONG Human Rights Watch a dénoncé les arrestations à répétition de Magodonga Mahlangu et Jenni Williams, déclarant après une arrestation, que le gouvernement zimbabwéen devrait libérer les femmes et « permettre à la société civile le droit de manifester pacifiquement. ».
Elle reçoit, en 2009, de Barack Obama, le prix Robert F. Kennedy des droits de l'homme.
La famille de Magodonga Mahlangu vit désormais à l'extérieur du Zimbabwe.